# Krumlav
Krumlav (Arctoparmelia incurva) är en lavart som först beskrevs av Christiaan Hendrik Persoon, och fick sitt nu gällande namn av Hale. Krumlav ingår i släktet Arctoparmelia och familjen Parmeliaceae.  Arten är reproducerande i Sverige. Inga underarter finns listade i Catalogue of Life.